# مادرخوانده (فیلم ۱۹۹۹)
مادرخوانده (به هندی: Godmother) فیلمی محصول سال ۱۹۹۹ و به کارگردانی وینی شوکلا است. در این فیلم بازیگرانی همچون شبانه اعظمی، میلیند گناجی، نیرمال پاندی، رایما سن، شارمان جوشی ایفای نقش کرده‌اند.